# Dia:Beacon

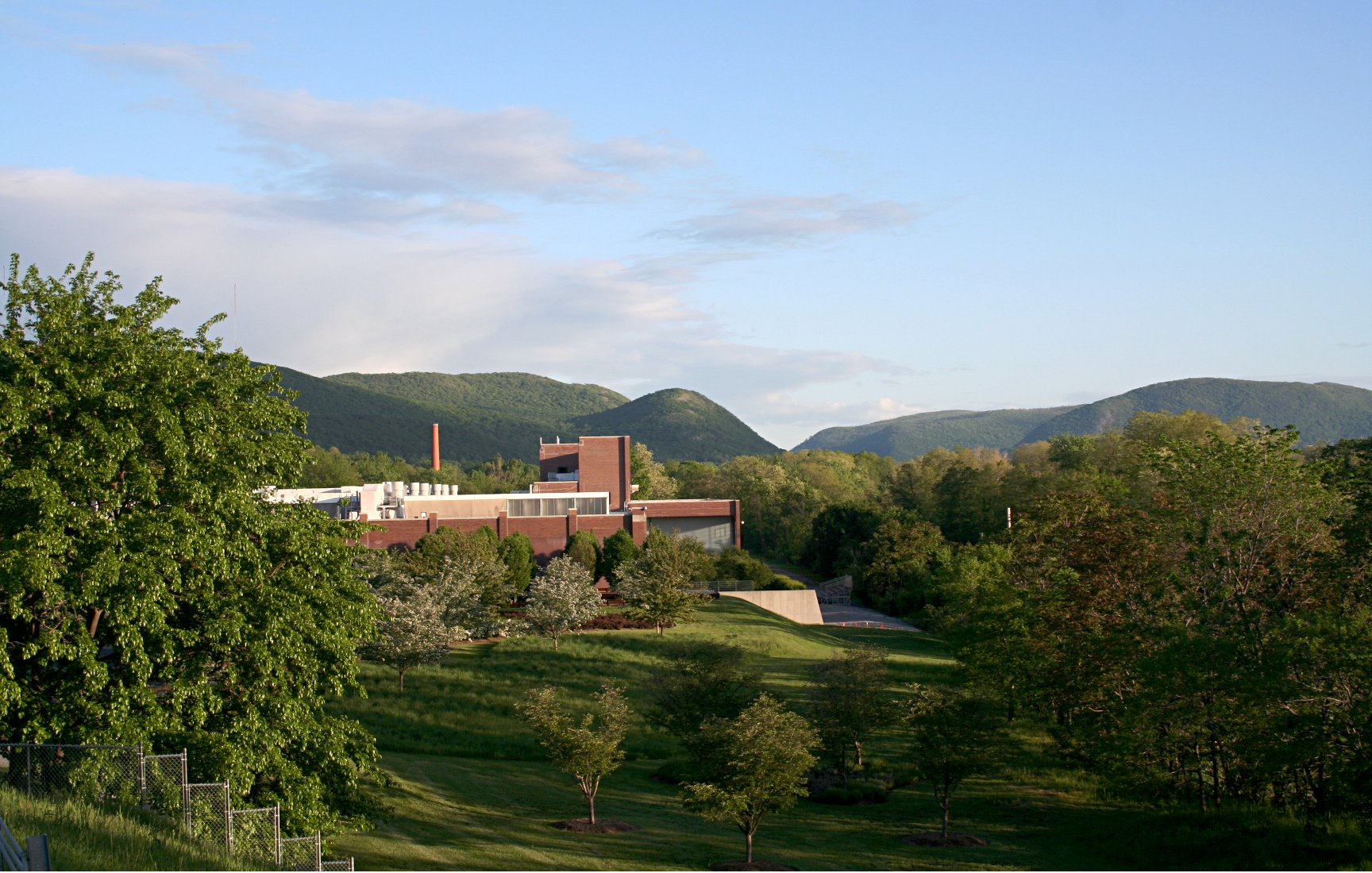
Het Dia:Beacon

Dia:Beacon of Riggio Galleries is een museum van hedendaagse kunst in Beacon in de staat New York.

## Toelichting
Het museum gesticht door de Dia Art Foundation in samenwerking met de kunstenaar Robert Irwin en met steun van het echtpaar Louise und Leonard Riggio opende zijn deuren in 2003. Het museum is ondergebracht in een vroegere in 1929 gebouwde fabriek aan de oevers van de Hudson op een 90-tal kilometer ten noorden van de stad New York. Het museum met een oppervlakte van 22 000 m², bezit een vaste collectie en er grijpen tijdelijke tentoonstellingen plaats.

## Kunstcollectie
De vaste collectie bestaat vooral uit conceptuele kunst en minimal art van de jaren 1960 tot 1990. De werken zijn tentoongesteld in afzonderlijke ruimtes telkens gewijd aan één kunstenaar. Dit is het geval voor de serie Shadows van Andy Warhol, de serie "monuments" for V. Tatlin van Dan Flavin, de monumentale sculpturen Torqued Ellipses van Richard Serra of van North, East, South, West van Michael Heizer. De kunstverzameling bevat eveneens werk van Joseph Beuys, Louise Bourgeois, John Chamberlain, Hanne Darboven, Walter De Maria, Donald Judd, On Kawara, Imi Knoebel, Louise Lawler, Sol LeWitt, Agnes Martin, Bruce Nauman, Max Neuhaus, Blinky Palermo, Gerhard Richter, Robert Ryman, Fred Sandback, Robert Smithson, Cy Twombly, Lawrence Weiner.
Het museum is via een spoorverbinding met het Grand Central Terminal Station van New York te bereiken. Het museum kan rekenen op een 100 000 bezoekers per jaar.

## Museum in de buurt
Het Storm King Art Center, New York op 20 km van Dia:Beacon.

## Externe links

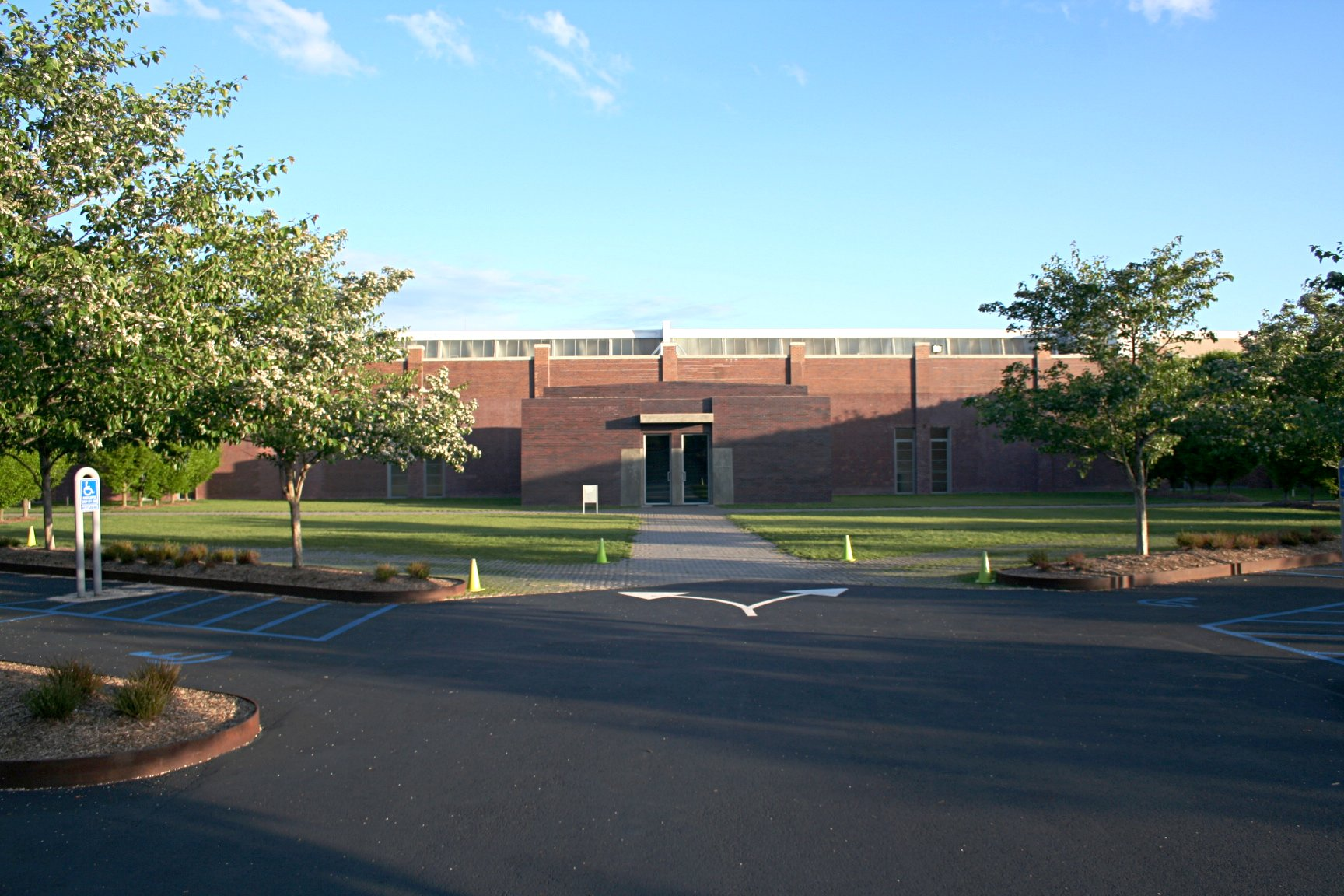
Inkom
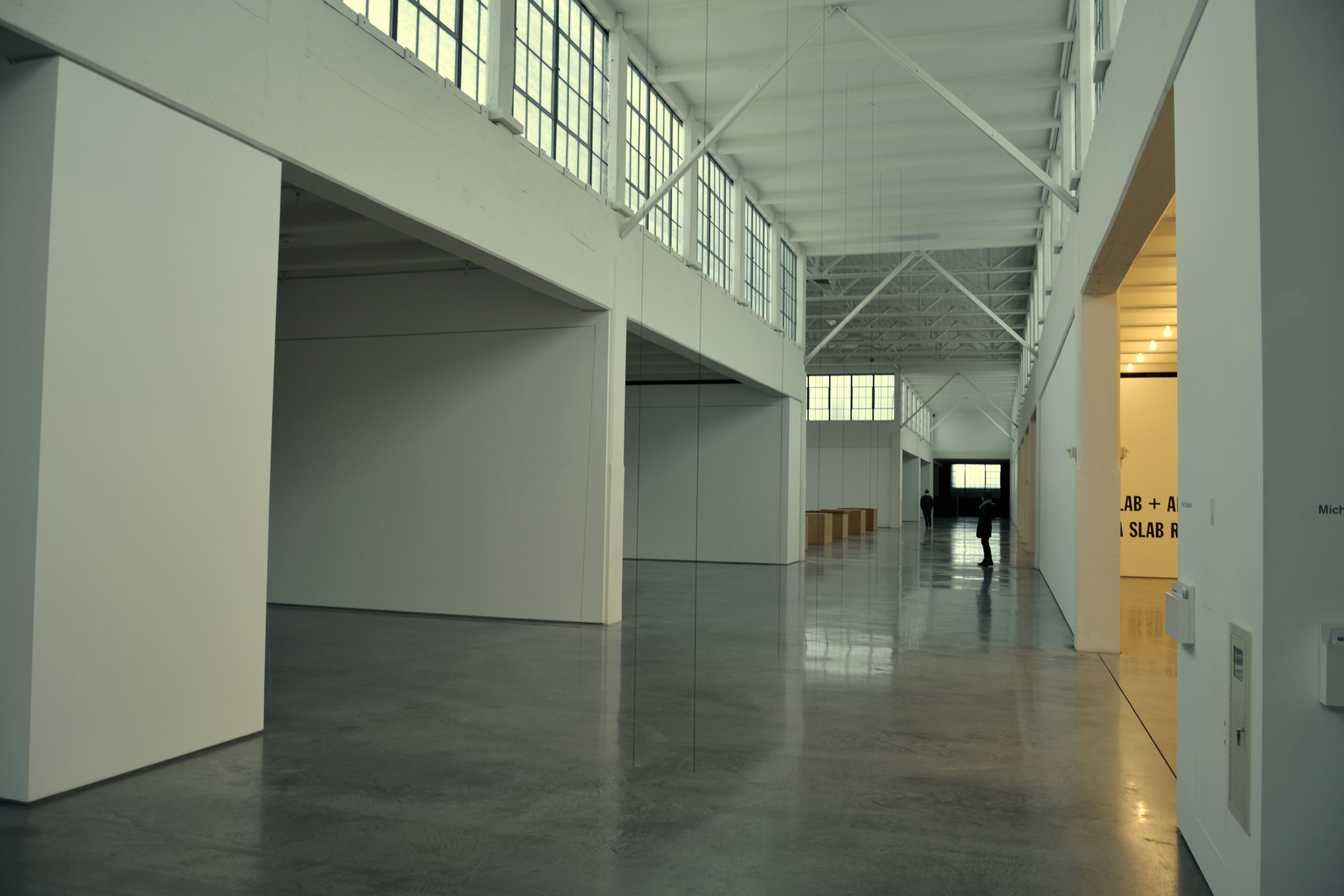
Entreehal
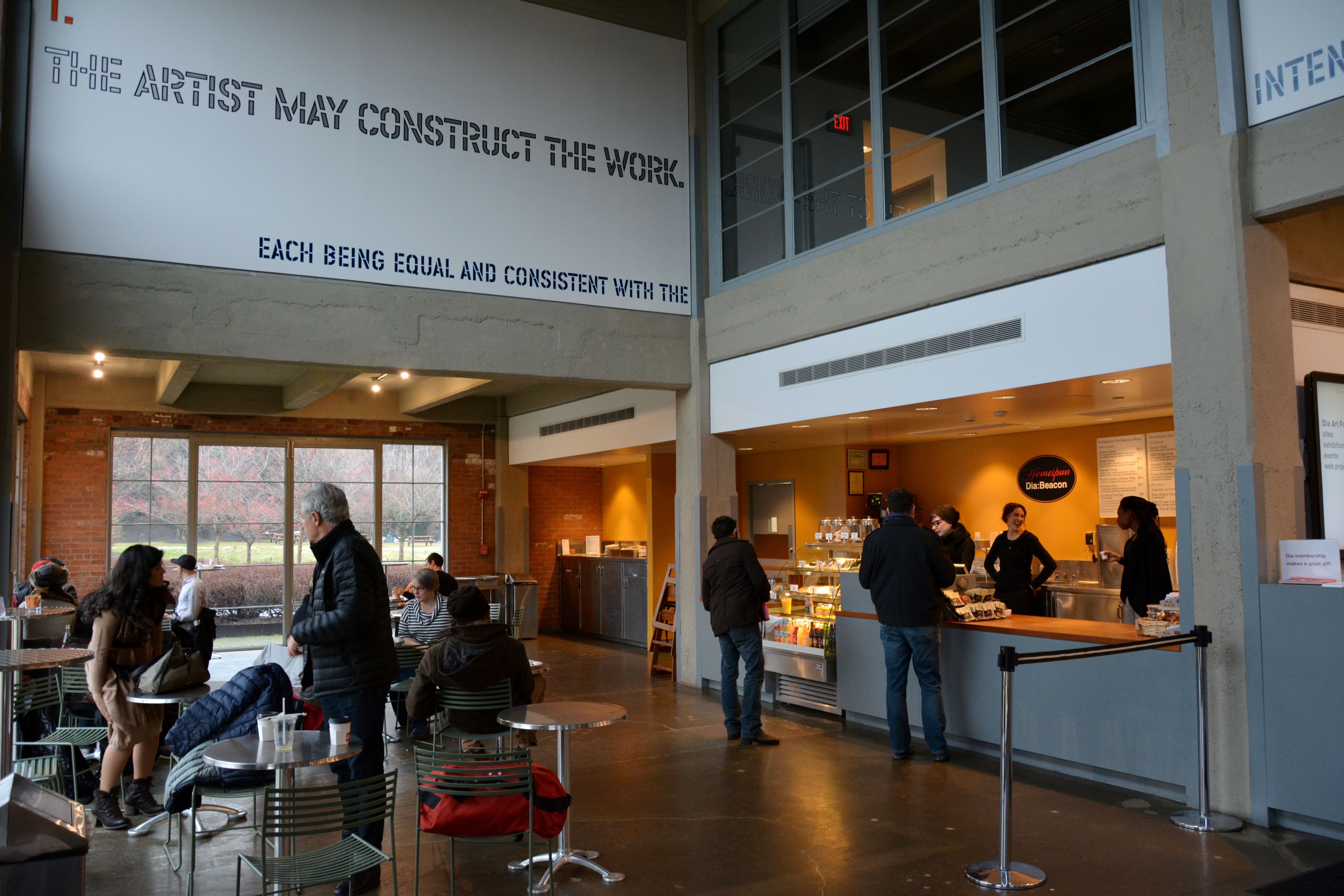
Cafetaria
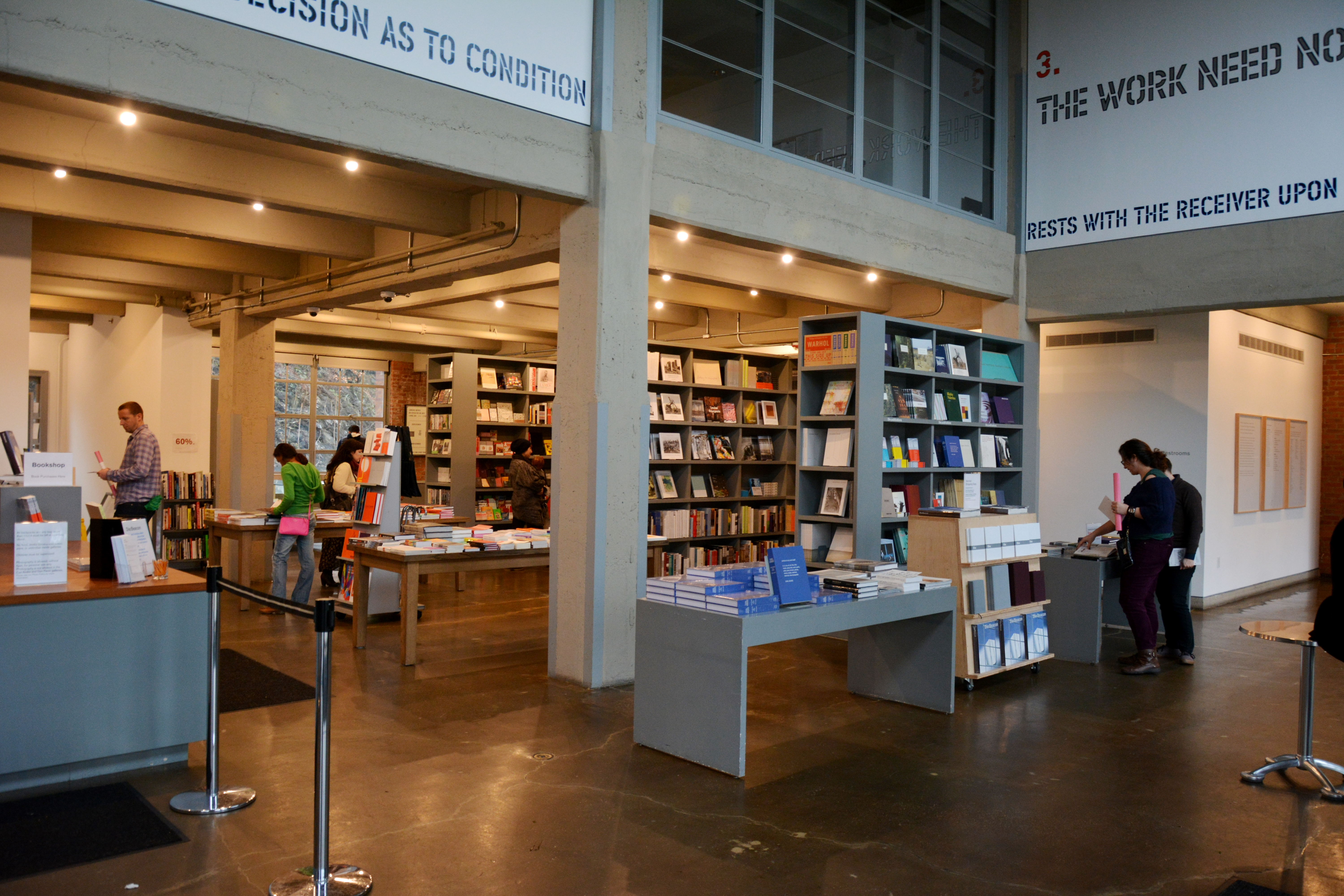
Museumshop
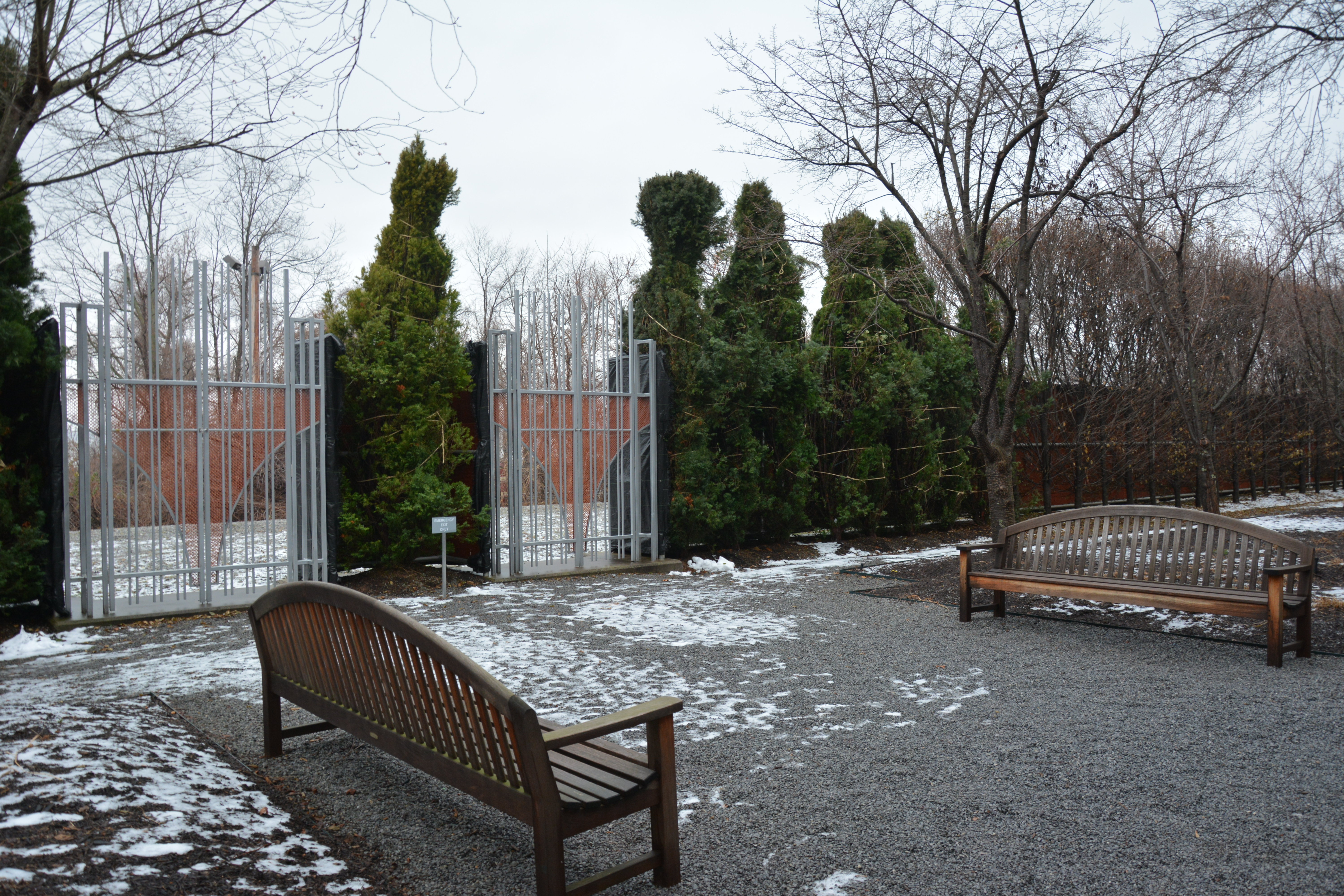
Museumtuin